# Encephalartos brevifoliolatus
Encephalartos brevifoliolatus — вид голонасінних рослин класу саговникоподібні (Cycadopsida).
Етимологія: лат. brevis — «короткі» і лат. foliola листові фрагменти, від коротких листових фрагментів, які відрізняють цей вид від дуже схожого E. laevifolius.

## Опис
Рослини деревовиді; стовбур 2,5 м заввишки, 25–30 см діаметром. Листя довге 80–120 см, темно-зелене, напівглянсове, хребет жовтуватий, прямий, жорсткий, черешок прямий, без колючок. Листові фрагменти ланцетні; середні — 6–8 см завдовжки, 10–12 мм завширшки. Пилкові шишки 2–6, веретеноподібні, довжиною 35 см, 6–7 см діаметром.

## Поширення, екологія
Країни поширення: ПАР (провінція Лімпопо). Ріс на висотах від 1300 до 1500 м над рівнем моря. Ріс на луках та відкритій савані. Ґрунт — кварцит отриманий з пісковику. Рослини також ростуть на скелях.

## Загрози та охорона
Видалення рослин з дикої природи колекціонерами було головною загрозою.